# Мавритано-сенегальский пограничный конфликт
Мавритано-сенегальский пограничный конфликт (фр. Conflit sénégalo-mauritanien) — вооружённый конфликт между двумя африканскими странами Сенегалом и Мавританией.

## Ход конфликта
Вспышка насилия на этнической почве между сенегальцами и мавританцами разразилась в апреле 1989 года, после убийства двух чёрных сенегальских крестьян мавританскими пограничниками. 9 апреля 1989 года в городе Диавара в департаменте Бакель на востоке Сенегала произошли столкновения между скотоводами фульбе и мавританскими земледельцами сонинке по поводу прав выпаса скота. В этот конфликт вмешались мавританские пограничники, которые застрелили двух сенегальских крестьян и серьезно ранили еще несколько сенегальцев. После этого в Дакаре 21-24 апреля произошли погромы магазинов, владельцами которых были мавританцы. В ответ на это в конце апреля в Нуакшоте и других мавританских городах произошли погромы, в которых сотни сенегальцев были убиты или ранены. 28 апреля обе страны начали взаимный процесс депортации со своих территорий граждан друг друга якобы в качестве меры предосторожности против дальнейшего кровопролития. По меньшей мере 250 000 человек покинули свои дома и стали беженцами.  21 августа 1989 года  дипломатические отношения между Мавританией и Сенегалом были разорваны. 
В 1990 году была осуществлена попытка Организации африканского единства выступить посредником в данном конфликте, однако успеха она не имела. Президенту Сенегала, Абду Диуфу, удалось разработать взаимоприемлемое соглашение, которое было подписано двумя странами 18 июля 1991 года. Граница была восстановлена, беженцы начали возвращаться в свои дома в Мавританию.

## Репатриация беженцев
В июне 2007 года правительство Мавритании при президенте Сиди ульд Шейхе Абдаллахи попросило Верховного комиссара Организации Объединённых Наций по делам беженцев помочь им вернуть на Родину чёрных мавританцев, которые были вынуждены покинуть страну в ходе войны и жили в лагерях для беженцев в Мали и Сенегале. По оценкам ООН, на июль 2007 года более 20 тысяч беженцев проживало в Сенегале и 6000 в Мали.